# القوات الجوية اليمنية
القوات الجوية والدفاع الجوي هي فرع من القوات المسلحة اليمنية، ومهمتها حماية سيادة النطاق الجوي اليمني.تأسست في عام 1990 م بعد توحد شطري اليمن الجنوبي والشمالي.

تتشكل القوات الجوية من 8000 جندي وتمتلك تقديرياً 247 قطعة جوية ابتداءً من طائرات التدريب إلى المقاتلات الجوية مروراً بطائرات النقل ومروحية نقل/مقاتلة وبضع مروحيات طبية تم تدشينها في منتصف 2013. يعتمد التسليح اليمني عمومًا على التسليح الشرقي خصوصاُ من روسيا
وتمتلك 30 طائرة من سوخوي سو-22 إضافة إلى أربع طائرات أخرى من طراز سوخوي 22UM3 في ترسانتها المكونة من 79 طائرة في نطاق الخدمة.
وتمتلك القوات الجوية عدة قواعد عسكرية من أهمها «قاعدة الديلمي الجوية» في صنعاء و«قاعدة الريان الجوية» في المكلا و«قاعدة عتق الجوية» في شبوة و«قاعدة طارق الجوية» في تعز و«قاعدة العند الجوية» في لحج و«قاعدة الحديدة الجوية» في الحديدة.

## الهيكل التنظيمي

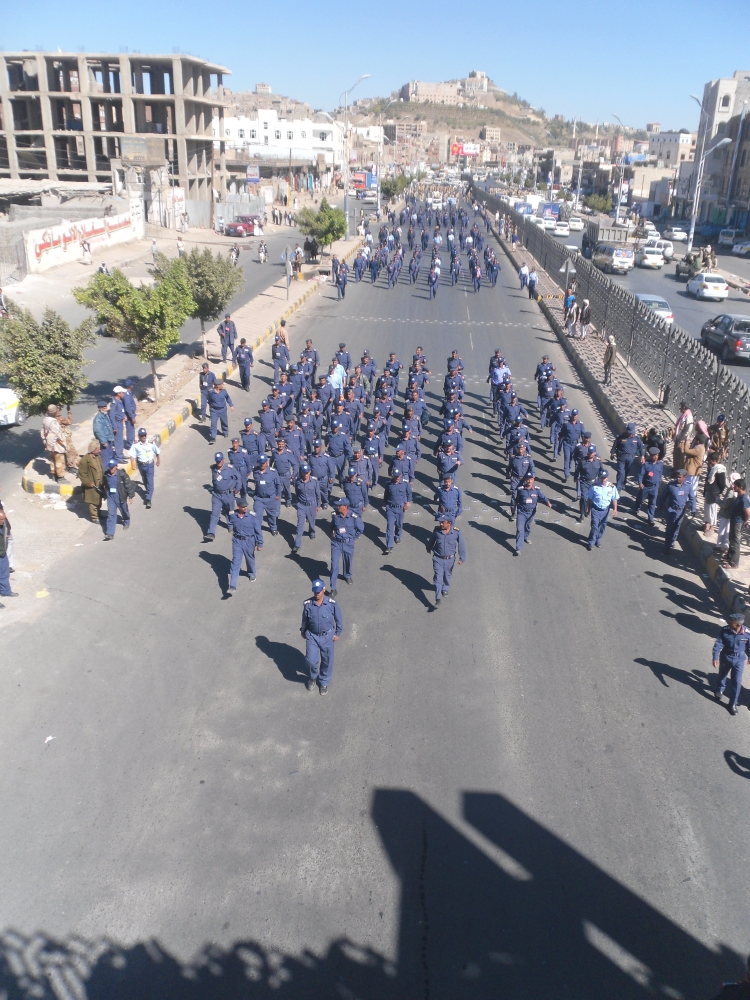
عرض عسكري لأفراد القوات الجوية في شارع الستين في صنعاء بالقرب من منزل الرئيس عبد ربه منصور هادي

تتكون القوات الجوية والدفاع الجوي من الأتي:
1. قيادة القوات الجوية والدفاع الجوي شاملة وظائف الإعداد والتأمين والإدارة والسيطرة في تنظيم يتوخى تفعيل هذه الوظائف ويهيئ لتخفيف الإدارة المركزية في التنظيم اللاحق.
2. وحدات طيران
3. وحدات دفاع جوي تتمثل في ألوية صواريخ وألوية م ط مواسير ولواء رادار.
4. قواعد جوية يحدد عددها ووظائفها تبعاً للهيكل التنظيمي للقوات الجوية والدفاع الجوي.
5. أي تشكيلات أساسية يتطلبها تقسيم مسرح العمليات الجوي

## التاريخ

### توحيد سلاح الجو
تم إنشاء القوات الجوية اليمنية بالتزامن مع إعلان الوحدة اليمنية بين شمال اليمن وجنوبه 1990، والعديد من الطائرات التي تمتلكها اليمن تعود إلى الدولة الجنوبية، والسبب في ذلك يرجع إلى كون دولة جنوب اليمن كانت حليفة للاتحاد السوفياتي خلال الحرب الباردة الذي أمدها بالمعدات العسكرية.
استخدمت اليمن المقاتلات في حرب 1994 الأهلية، وقديماً كانت هناك تقارير عن استخدام إنجلش إلكتريك لايتنغ خلال ثورة 26 سبتمبر اليمنية من قبل المملكة العربية السعودية.

### الحرب في صعدة
استخدمت القوات الجوية اليمنية على نطاق واسع في أحداث تمرد الحوثيين، وثبت فعالية سلاح الجو في تدمير مواقع ومباني الحوثيين، وكانت معظم خسائرهم بسبب الغارات الجوية، ومع ذلك وقع أخطاء للغارات الجوية وعن طريق الخطأ قتل صاروخ أكثر من 80 مدني.
خلال الحرب الخامسة فيما أطلقت عليه الحكومة عملية الأرض المحروقة، سقطت طائرة من طراز ميج 21 في 2 أكتوبر 2009 وطائرتي سوخوي سو-17 في 5 أكتوبر و8 نوفمبر 2009 وقالت الحكومة أن ذلك يعود لخلل فني، في حين قال الحوثيون أنهم أسقطوها.

### الحرب على القاعدة
شن سلاح الجو اليمني غارات في جميع أنحاء اليمن لقتل قادة القاعدة البارزين، وواجهت الغارات بنيران أسلحة مضادة للطائرات.

### الانتفاضة اليمنية 2011

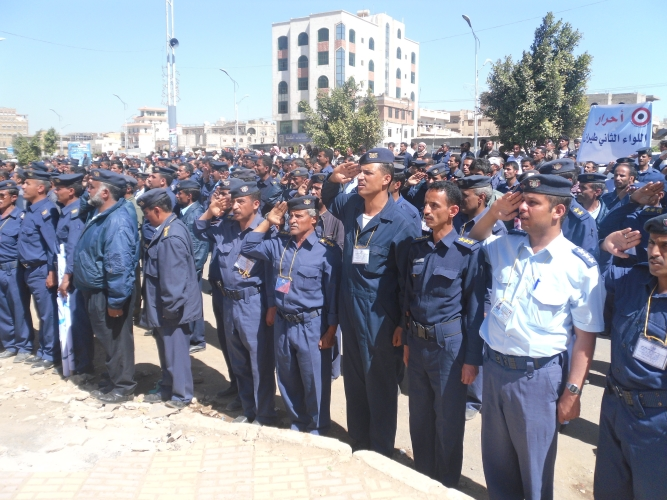
جنود في سلاح الجو اليمني في مظاهرة احتجاجية في شارع الستين في صنعاء للمطالبة بإقالة قائد القوة الجوية محمد صالح الأحمر

قام سلاح الجو اليمني غارات جوية ضد قوى المعارضة لحكومة صالح خلال ثورة الشباب اليمنية.
وفي 10 مايو 2011 قال رجال القبائل أن طائرات القوات الجوية اليمنية قصفت مناطق ريفية يطالب رجال القبائل فيها باستقالة الرئيس صالح، وقال السكان أن أربعة على الأقل من رجال القبائل جرحوا في الغارة.
وفي 25 سبتمبر 2011، هاجم رجال القبائل المعارضة قاعدة معسكر اللواء 63 مشاة ميكا في منطقة نهم على بعد 70 كيلومتر شمال صنعاء ما أدى لمقتل 11 ضابطاً وجندياً بينهم قائد المعسكر العميد أحمد الكليبي، ولكنهم انسحبوا من المعسكر بعد غارات جوية استهدفتهم.
وفي 28 سبتمبر 2011، أسقط مسلحي القبائل في أرحب شمال صنعاء مقاتلة من نوع سوخوي سو-17 أثناء قيامها بقصف مواقع شمال صنعاء،  وقفز الطيار من الطائرة وتم اعتقاله.
في 30 أكتوبر 2011، تعرضت قاعدة الديلمي الجوية التي تشترك مع مطار صنعاء الدولي لقذائف هاون دمرت طائرات مقاتلة، وأفادت مصادر رسمية مختلفة اثنين أو ثلاث طائرات مقاتلة دمرت بواسطة قذائف الهاون أو بواسطة عبوات ناسفة تم زرعها في طائرات حملت بالذخيرة وكانت جاهزة لتوجيه ضربات في اليوم التالي، ومن بين الطائرات التي دمرت واحدة على الأقل من طراز ميج 29.
بين 23 نوفمبر و25 نوفمبر، ضريت القوات الجوية بالطيران الحربي ونيران المدفعية معسكر اللواء 63 مشاة ميكا الذي سيطر علية مسلحي القبائل، وادعي مسؤول رفض ذكر اسمه أن ما يصل إلى 80 من مقاتلي القبائل لقوا مصرعهم.
في أواخر نوفمبر 2011 بدأت سلسلة من التظاهرات في صنعاء تطالب بإقالة قائد القوات الجوية محمد صالح الأحمر، ومن ثم توسعت الانتفاضة إلى أكثر من 7 محافظات، وقام منتسبو القوات الجوية في صنعاء بالاعتصام جوار منزل الرئيس عبد ربه منصور هادي للمطالبة بتنفيذ مطالبهم واستمرت الاعتصامات حتى تحقق مطلبهم بإقاله محمد صالح الأحمر من منصبة، وتعيين راشد ناصر الجند قائداً للقوات الجوية والدفاع الجوي في 7 أبريل 2012، ولكن الأحمر لم يقبل القرار وقام انصارة باغلاق مطار صنعاء الدولي، وأطلق الجنود المؤيدين له النار على برج المراقبة في المطار،  وفي تاريخ 25 أبريل 2012 قبل الأحمر بقرار إقالته.

### سقوط الطائرات واغتيال الطيارين
كشفت إحصائية محلية عن سقوط 20 طائرة عسكرية وتدمير 4 طائرات واحتراق أخرى وعن مقتل 16 طياراً ومساعد طيار ومقتل 23 مدرباً وفنياً وملاحاً خلال الفترة بين 2004 - 2012 .
ولكن في عام أواخر 2012 وعام 2013 زادت الحوادث والاغتيالات التي تطال القوات الجوية بشكل يثير الكثير من الشكوك.
ففي 31 أكتوبر 2011 في حادثة غامضة تم تفجير 4 طائرات عسكرية 3 منها من نوع سوخوي والرابعة إف-5 في قاعدة الديلمي الجوية. وبعد ذلك بعام في 15 أكتوبر 2012 تحطمت طائرة ميغ-21 إثر اقلاعها في قاعدة العند الجوية على ارتفاع 50 متر من الأرض بعد إقلاعها. وفي 21 نوفمبر 2012 سقطت طائرة نقل عسكرية من طراز أنتونوف أن-24 في حي الحصبة مما أسفر عن مقتل عشرة من أفراد طاقمها، وتحدثت مصادر اعلامية عن إصابة الطائرة بعدة طلقات نارية أدت لسقوطها.
وفي 19 فبراير 2013 قتل 12 شخصاً بينهم 3 نساء وطفلين عندما سقطت طائرة عسكرية من نوع سوخوي سو-17 فوق عدة مباني سكنية بالقرب من ساحة التغيير بصنعاء. وفي يوم الاثنين 6 مايو أعلن مصدر عسكرى بوزارة الدفاع اليمنية وقوع انفجار في خزانات وقود الطائرات في قاعدة العند الجوية  وفي نفس اليوم استهدفت طائرة عمودية هليوكبتر في منطقة همدان بصنعاء  وبعد ذلك بيومين في 8 مايو لقي ثلاثة طيارين يمنيين يعملون في قاعدة العند الجوية، مصرعهم في عملية اغتيال في محافظة لحج.
في 13 مايو من نفس الأسبوع سقطت طائرة عسكرية روسية الصنع من طراز سوخوي في العاصمة صنعاء في شارع الخمسين بالقرب من حي دار سلم، جنوب العاصمة وقتل فيها قائدها واصيب العديد من المواطنين  وأظهرت صور التقطت لحطام الطائرة ثقوب في حطامها يشتبه بأنها لطلقات نارية أصابت الطائرة  ، وأوضح مدير المركز الإعلامي للقوات الجوية الرائد طيار مهدي العيدروس أن تحطم الطائرة بفعل فاعل وأن المؤشرات الأولية لحادثة سقوط طائرة السوخوي تشير إلى احتمالية تعرض الطائرة لطلق ناري أو ان عبوة ناسفة زرعت عليها، وأوضح أن السبب هو خلل امني وليس خلل فني.
في 6 أغسطس 2013 تعرضت طائرة مروحية من نوع ميل مي-17 لإطلاق نار من قبل مخربين في منطقة العرقين بمديرية وادي عبيدة في محافظة مأرب قتل فيها قائد اللواء 107 مشاة العميد حسين مشعبة وسبعة من مرافقيه، بالإضافة إلى طاقم الطائرة المكون من 3 أفراد.

### انقلاب اليمن 2014
في 19 مارس 2015، تحركت طائرة حربية من قاعدة الديلمي الجوية بصنعاء التي يسيطر عليها الحوثيون. وقصفت القصر الجمهوري «قصر المعاشيق» الذي يقيم فيه الرئيس هادي في مدينة عدن. وحلقت طائرات مجهولة الهوية بالقرب من القصر الرئاسي في 21 مارس واضطرت للتراجع تحت مقاومة نيران مضادة للطائرات. وفي 25 مارس 2015 شنت طائرتين من نوع سوخوي سو-17 أقلعت من قاعدة الديلمي الجوية هجوماً على مقر إقامة الرئيس اليمني عبد ربه منصور هادي في حي المعاشيق بعدن، وذلك في تصرف للقوات الجوية للمرة الثالثة خلال أسبوع ضد رئيس الجمهورية المعترف به دولياً.

### الحرب بقيادة السعودية على الحوثيين
في فجر 26 مارس 2015، أعلنت السعودية بدء عملية عاصفة الحزم لإستعادة الشرعية في البلد بمشاركة العديد من الدول الخليجية، وتقديم المساعدة اللوجستية من الولايات المتحدة الأمريكية. وبدأت العملية بقصف جوي كثيف على المواقع التابعة لمليشيا الحوثي والقوات التابعة لصالح في مختلف محافظات اليمن. وبدأت أول الضربات الجوية على مطار صنعاء وقاعدة الديلمي الجوية ومقر قيادة القوات الجوية التي كان الحوثيون قد سيطروا عليها.
ولم تدخل القوات الجوية في المعركة بسبب سيطرة مليشيا الحوثيين على القواعد العسكرية، ورفض العديد من الطيارين العمل مع عدوهم السابق، وخروج العديد من المقاتلات عن الجاهزية بسبب عدم الصيانة، وبقيت جميع مقاتلات القوات الجوية على الأرض أثناء بدء العمليات العسكرية ضد الحوثيين التي أستهدفت في الدرجة الأولى مطارات وقواعد القوات الجوية والدفاع الجوي.
في خلال الضربات الجوية في مارس 2015 لم تستهدف الغارات الأصول القتالية الرئيسية للقوات الجوية، واقتصرت على هجمات محدودة على المدرجات وهياكل المطار الثانوية والخدمات اللوجستية، وظلت الطائرات المقاتلة واقفة في العراء، وليس من الواضح هل قرر التحالف بقيادة السعودية تجنيب الطائرات العسكرية ومن ثم تغير هذا القرار، أم أن الضربات الأولية فشلت في تدمير الطائرات العسكرية التي تضررت خلال ضربات لاحقة. وذكرت مصادر أخرى أن الضربات الأولى استهدفت عدداً من سوخوي سو-17 وإف 5.
ولم تتمكن وحدات «الدفاع الجوي» من التصدي لأي من الطائرات المقاتلة لدول التحالف، إلا أنها تطلق باستمرار وبشكل متواصل محاولة التصدي للمقاتلات أو التشويش عليها، وتستخدم وحدات الدفاع الجوي مدفع 23 مم ثنائي في مختلف المدن والمحافظات اليمنية، الذي يبلغ مداه حتى 2.5 كيلومتر، في حين تستطيع المقاتلات السعودية من طراز إف-16 فايتينغ فالكون التحليق على علو 15.2 كيلومتر.
في 7 مايو، قال الحوثيون أنهم أسقطوا طائرة هليكوبتر أباتشي على الحدود اليمنية السعودية. وأكدت السعودية سقوط الطائرة إلا أنها قالت أن ذلك يعود لخلل فني أصابها.

## تدمير منظومات الدفاع الجوي
تحدثت وثائق ويكيليكس عن تدمير أسلحة الدفاع الجوي اليمني وبيع ما تبقى منها إلى الولايات المتحدة الأمريكية خلال الفترة أبريل 2004 إلى أغسطس 2007، وبحسب ما تضمنته الوثائق، فإن أهم ما بحثه علي عبد الله صالح مع المسؤول الأمريكي «بلومفيلد» تركز حول قيام اليمن بإتلاف الصواريخ المذكورة والتي تشكل خطورة على طائرتها مقابل حصول اليمن على تعويض مادي من الولايات المتحدة وكذلك الحصول على أنظمة رادار بحري. وركزت الوثيقة على إلحاح صالح في الحصول على أموال باهضة إلى درجة أنها طلبت من مساعد وزيرة الخارجية الأمريكي الحصول على مليون دولار تعويض عن كل صاروخ ستريلا.
ومن أهم هذه الأسلحة التي تم سحبها وبيعها لأمريكا:
1. بانتسير-اس1
2. ستينغر
3. لاو 80
4. أس-75 دفينا

## القوة العسكرية
القوام القتالي والانتشار العملياتي للوحدات:
| م  | القوة                | مكان التمركز         | المحافظة       | المنطقة العسكرية |
| -- | -------------------- | -------------------- | -------------- | ---------------- |
| 1  | قيادة القوات الجوية  | قاعدة الديلمي الجوية | صنعاء          | المنطقة السابعة  |
| 2  | اللواء الثاني طيران  | قاعدة الديلمي الجوية | صنعاء          | المنطقة السابعة  |
| 3  | اللواء السادس طيران  | قاعدة الديلمي الجوية | صنعاء          | المنطقة السابعة  |
| 4  | اللواء الثامن طيران  | قاعدة الديلمي الجوية | صنعاء          | المنطقة السابعة  |
| 5  | اللواء الرابع طيران  | قاعدة الديلمي الجوية | صنعاء          | المنطقة السابعة  |
| 6  | اللواء 110 دفاع جوي  | قاعدة الديلمي الجوية | صنعاء          | المنطقة السابعة  |
| 7  | اللواء 101 دفاع جوي  | قاعدة الديلمي الجوية | صنعاء          | المنطقة السابعة  |
| 8  | لواء دفاع جوي        | معسكر السبعين        | صنعاء          | المنطقة السابعة  |
| 9  | اللواء 101 شرطة جوية | جبل النبي شعيب       | محافظة صنعاء   | المنطقة السابعة  |
| 10 | اللواء 140 دفاع جوي  | ضلاع شملان           | محافظة صنعاء   | المنطقة السابعة  |
| 11 | اللواء 160 دفاع جوي  | معسكر الصمع          | محافظة صنعاء   | المنطقة السابعة  |
| 12 | اللواء 190 دفاع جوي  | قاعدة الريان الجوية  | محافظة حضرموت  | المنطقة الثانية  |
| 13 | اللواء 180 دفاع جوي  | صحن الجن             | محافظة مأرب    | المنطقة الثالثة  |
| 14 | قاعدة عتق الجوية     | عتق                  | محافظة شبوة    | المنطقة الثالثة  |
| 15 | اللواء 120 دفاع جوي  | عدن                  | محافظة عدن     | المنطقة الرابعة  |
| 16 | اللواء 90 طيران      | قاعدة العند الجوية   | محافظة لحج     | المنطقة الرابعة  |
| 17 | اللواء 39 طيران      | قاعدة العند الجوية   | محافظة لحج     | المنطقة الرابعة  |
| 18 | اللواء 170 دفاع جوي  | قاعدة طارق الجوية    | محافظة تعز     | المنطقة الرابعة  |
| 19 | اللواء 67 طيران      | قاعدة الحديدة الجوية | محافظة الحديدة | المنطقة الخامسة  |
| 20 | اللواء 68 طيران      | قاعدة الحديدة الجوية | محافظة الحديدة | المنطقة الخامسة  |
| 21 | اللواء 130 دفاع جوي  | قاعدة الحديدة الجوية | محافظة الحديدة | المنطقة الخامسة  |
| 22 | اللواء 65 دفاع جوي   | قاعدة الحديدة الجوية | محافظة الحديدة | المنطقة الخامسة  |
| 23 | اللواء 22 رادار      |                      |                |                  |

## التسليح
| لطائرة                  | الصورة     | المنشأ           | النوع                           | الطراز                        | في الخدمة  | ملاحظات    |
| طائرات نقل              | طائرات نقل | طائرات نقل       | طائرات نقل                      | طائرات نقل                    | طائرات نقل | طائرات نقل |
| ----------------------- | ---------- | ---------------- | ------------------------------- | ----------------------------- | ---------- | ---------- |
| إليوشن إي أل-76         |            | الاتحاد السوفيتي | طائرة نقل ثقيل                  |                               | 3          |            |
| أنتونوف أن-12           |            | الاتحاد السوفيتي | نقل تكتيكي                      | An-12BP                       | 1          |            |
| أنتونوف أن-24           |            | الاتحاد السوفيتي | نقل تكتيكي                      | An-24RV                       | 6          |            |
| أنتونوف أن-26           |            | الاتحاد السوفيتي | نقل تكتيكي                      | An-26                         | 6          |            |
| لوكهيد سي-130 هيركوليز  |            | الولايات المتحدة | نقل تكتيكي                      | C-130H                        | 3          |            |
| سي أن-235               |            | الاتحاد الأوروبي | نقل تكتيكي                      | cn-235                        | 2          |            |
| ياكوفليف ياك-40         |            | الاتحاد السوفيتي | نقل كبار الشخصيات               | yak-40c                       | 6          |            |
| بيتشكرافت سوبر كينغ إير |            | الولايات المتحدة | نقل كبار الشخصيات               | Airking-350ER                 | 4          |            |
| طائرات مقاتلة           |            |                  |                                 |                               |            |            |
| نورثروب إف-5            |            | الولايات المتحدة | طائرة تدريب متقدمة ومقاتلة      | F-5E F-5F                     | 8 3        |            |
| ميكويان-غوريفيتش ميغ-21 |            | الاتحاد السوفيتي | مقاتلة                          | MiG-21bis/MF MiG-21U MiG-21UM | 40 4 8     |            |
| ميكويان ميج-29          |            | روسيا            | مقاتلة متعددة المهام            | MiG-29SMT MiG-29UBT           | 20 5       |            |
| طائرات هجوم أرضى        |            |                  |                                 |                               |            |            |
| ميكويان-غوريفيتش ميغ-23 |            | الاتحاد السوفيتي | طائرة هجوم أرضي                 | MiG-23ML MiG-23BN MiG-23UB    | 10 20 5    |            |
| سوخوي سو-17             |            | الاتحاد السوفيتي | طائرة هجوم أرضي                 | Su-22M-2 Su-22U               | 30 3       |            |
| طائرات مراقبة واستطلاع  |            |                  |                                 |                               |            |            |
| سيسنا 208 كارافان       |            | الولايات المتحدة | طائرة استطلاع ومراقبة           |                               | 2          |            |
| طائرات تدريب            |            |                  |                                 |                               |            |            |
| آيرو إل-39 ألباتروس     |            | جمهورية التشيك   | طائرة تدريب ومقاتلة خفيفة       | L-39C                         | 12         |            |
| زلين زد 42              |            | جمهورية التشيك   | طائرة تدريب                     | Z 142                         | 12         |            |
| ياكوفليف ياك-11         |            | الاتحاد السوفيتي | طائرة تدريب                     |                               | 14         |            |
| مروحيات نقل             |            |                  |                                 |                               |            |            |
| ميل مي-8                |            | الاتحاد السوفيتي | مروحية نقل وهجومية              | Mi-8T                         | 10         |            |
| ميل مي-14               |            | الاتحاد السوفيتي | مروحية نقل ومضادة للغواصات      |                               | 2          |            |
| ميل مي-17               |            | الاتحاد السوفيتي | مروحية نقل                      | Mi-17 Mi-171Sh                | 25         |            |
| كاموف كا-27             |            | الاتحاد السوفيتي | مروحية نقل بحري ومضادة للغواصات |                               | 8          |            |
| بيل 204/205             |            | إيطاليا          | مروحية استخدام مدني             | AB204B                        | 2          |            |
| بيل 206                 |            | إيطاليا          | مروحية استخدام مدني             | AB206B                        | 5          |            |
| بيل 212                 |            | إيطاليا          | مروحية استخدام مدني             | AB212                         | 5          |            |
| بيل 214                 |            | إيطاليا          | مروحية استخدام مدني             | AB214                         | 6          |            |
| مروحيات هجومية          |            |                  |                                 |                               |            |            |
| ميل مي-24               |            | الاتحاد السوفيتي | مروحية هجومية                   | Mi-24D                        | 14         |            |
| مي 35 ام                |            | روسيا            | مروحية هجومية                   | Mi-35                         | 8          |            |
| طائرات بدون طيار        |            |                  |                                 |                               |            |            |
| سكان ايغل               |            | الولايات المتحدة | طائرة بدون طيار                 | Boeing Insitu ScanEagle       | 12         |            |

### سلاح الدفاع الجوي
1- صاروخ أرض-جو (منظومات دفاع جوي)
| السلاح    | الصورة | المنشئ           |
| --------- | ------ | ---------------- |
| سام 2     |        | الاتحاد السوفيتي |
| سام 3     |        | الاتحاد السوفيتي |
| سام 6     |        | الاتحاد السوفيتي |
| سام 9     |        | الاتحاد السوفيتي |
| إستريلا 2 |        | الاتحاد السوفيتي |

2- مدفع دفاع جوي
| السلاح  | الصورة | المنشئ           |
| ------- | ------ | ---------------- |
| زي-23-2 |        | الاتحاد السوفيتي |
| زي-23-4 |        | الاتحاد السوفيتي |
| بيفورز  |        | السويد           |

## الموردون
- الاتحاد السوفيتي
- روسيا
- إيطاليا
- الولايات المتحدة
- السويد [50]

## الرتب والدرجات العسكرية
| درجات ضباط القوات الجوية اليمنية من الأكبر للأصغر            | درجات ضباط القوات الجوية اليمنية من الأكبر للأصغر | درجات ضباط القوات الجوية اليمنية من الأكبر للأصغر | درجات ضباط القوات الجوية اليمنية من الأكبر للأصغر | درجات ضباط القوات الجوية اليمنية من الأكبر للأصغر | درجات ضباط القوات الجوية اليمنية من الأكبر للأصغر | درجات ضباط القوات الجوية اليمنية من الأكبر للأصغر | درجات ضباط القوات الجوية اليمنية من الأكبر للأصغر | درجات ضباط القوات الجوية اليمنية من الأكبر للأصغر | درجات ضباط القوات الجوية اليمنية من الأكبر للأصغر | درجات ضباط القوات الجوية اليمنية من الأكبر للأصغر | درجات ضباط القوات الجوية اليمنية من الأكبر للأصغر | درجات ضباط القوات الجوية اليمنية من الأكبر للأصغر |
| الرتبة                                                       | مشير                                              | فريق أول                                          | فريق                                              | لواء                                              | عميد                                              | عقيد                                              | مقدم                                              | رائد                                              | نقيب                                              | ملازم أول                                         | ملازم ثاني                                        |                                                   |
| ------------------------------------------------------------ | ------------------------------------------------- | ------------------------------------------------- | ------------------------------------------------- | ------------------------------------------------- | ------------------------------------------------- | ------------------------------------------------- | ------------------------------------------------- | ------------------------------------------------- | ------------------------------------------------- | ------------------------------------------------- | ------------------------------------------------- | ------------------------------------------------- |
|                                                              |                                                   |                                                   |                                                   |                                                   |                                                   |                                                   |                                                   |                                                   |                                                   |                                                   |                                                   |                                                   |
| الوصف                                                        | يعلق سيفين وطير وإكليل على الكتف                  | يعلق سيفين وطير ونجمتين على الكتف                 | يعلق سيفين وطير ونجمة على الكتف                   | يعلق سيفين وطير على الكتف                         | يعلق طير وثلاث نجمات على الكتف                    | يعلق طير ونجمتين على الكتف                        | يعلق طير ونجمة علي الكتف                          | يعلق طير على الكتف                                | يعلق ثلاثة نجوم على الكتف                         | يعلق نجمتين على الكتف                             | يعلق نجمة على الكتف                               |                                                   |
| فترة الترقية                                                 | بقرار جمهوري                                      | بقرار جمهوري                                      | سنتين                                             | سنتين                                             | ثلاث سنوات                                        | أربع سنوات                                        | خمس سنوات                                         | أربع سنوات                                        | أربع سنوات                                        | ثلاث سنوات                                        |                                                   |                                                   |
| * أعلى رتبة قد تولت قيادة القوات الجوية اليمنية هي رتبة لواء |                                                   |                                                   |                                                   |                                                   |                                                   |                                                   |                                                   |                                                   |                                                   |                                                   |                                                   |                                                   |

## صور

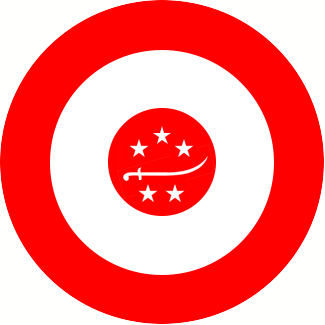
شعار القوات الجوية الملكية المتوكلية (حتى 1962)
الجمهورية العربية اليمنية (1962 - 1990)
شعار القوات الجوية لليمن الجنوبي (1967 - 1980)
شعار القوات الجوية لليمن الجنوبي (1980 - 1990)